# Papa Gregorio IV
Gregorio IV (Roma, 795 circa – Roma, 25 gennaio 844) è stato il 101º papa della Chiesa cattolica dal 29 marzo 828 alla sua morte.

## Biografia
Appartenente a una nobile famiglia romana, monaco benedettino e poi cardinale presbitero di San Marco, fu scelto per succedere a papa Valentino nel dicembre 827, ma ebbe la consacrazione solo dopo quasi quattro mesi, in quanto dovette aspettare che un legato imperiale approvasse l'elezione ed egli stesso potesse giurare formalmente fedeltà all'imperatore Ludovico il Pio, secondo la Constitutio romana promulgata nell'824 da Lotario in seguito agli scontri per l'elezione di papa Eugenio II.

### Rapporti con l'Impero

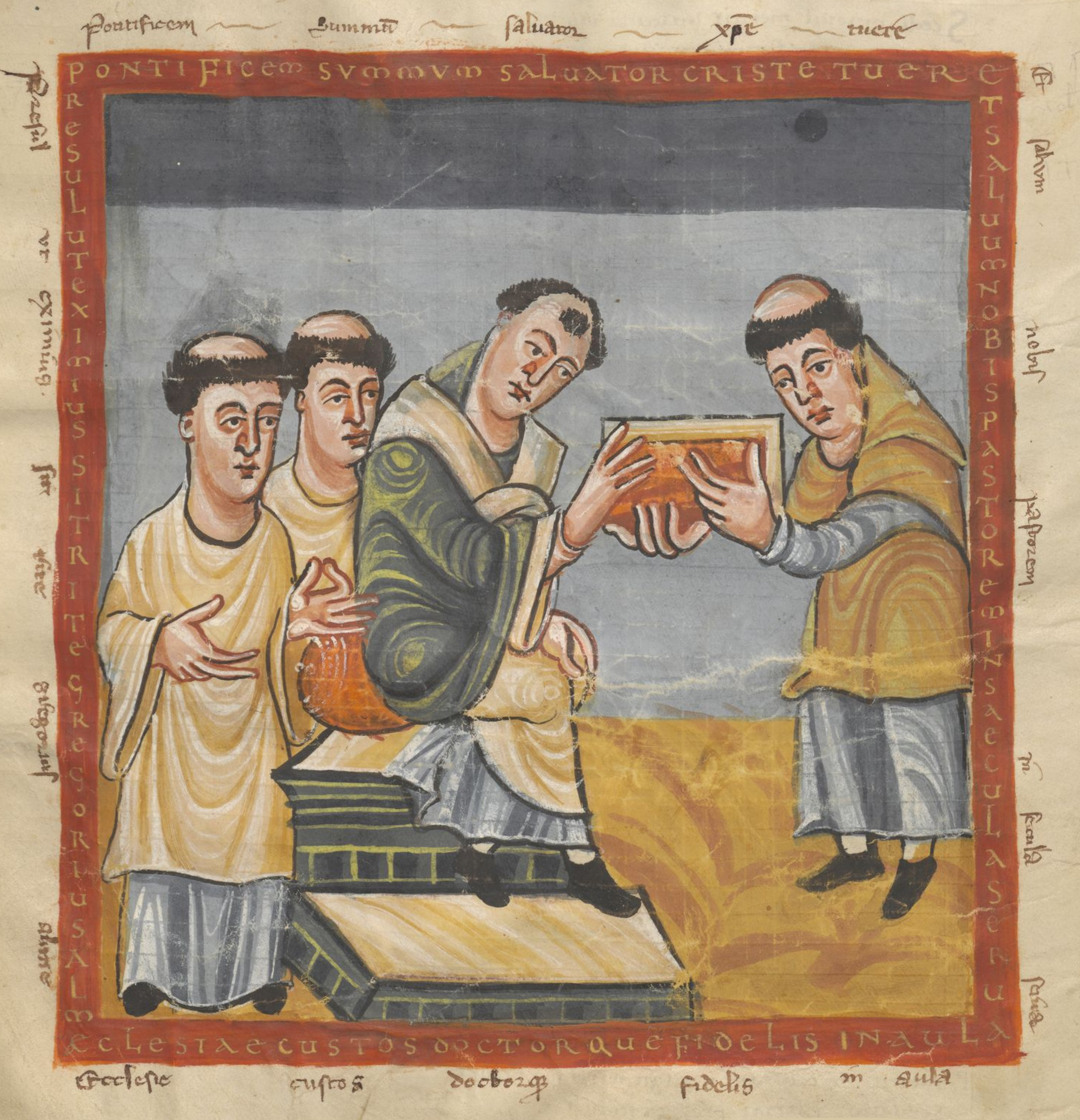
Gregorio IV (al centro) riceve da Rabanus Maurus (a destra) il libro scritto da quest'ultimo - Immagine da De Laude Crucis, circa 831-840

La subordinazione del papa all'imperatore si allentò grazie alle diatribe sorte tra Ludovico il Pio e i suoi tre figli Lotario, Pipino e Ludovico il Germanico per problemi dinastici. Quando i figli si ribellarono al padre e si giunse alle armi, con gli eserciti schierati a Rothfeld (o Rotfield, l'attuale Lügenfeld), nei pressi di Colmar, nell'estate dell'833, Lotario, coimperatore fin dall'817, chiese la mediazione di Gregorio, sperando che il suo intervento avrebbe promosso la pace. Il papa accettò la missione, ma si presentò con una sua posizione personale: non solo la convenienza politica lo portò a parteggiare abbastanza evidentemente per Lotario (che d'altra parte era re d'Italia e aveva giurisdizione su Roma) e quindi, di fatto, per i figli contro il padre, ma soprattutto approfittò dell'occasione per ribadire il prestigio della Chiesa di Roma su quella franca, i cui vescovi, schierati con Ludovico contro i suoi figli, si mostravano invece abbastanza insofferenti del primato del vescovo di Roma come guida di tutta la cristianità. L'atteggiamento di Gregorio fu interpretato come minaccioso, e anziché favorire la pace ottenne di essere ricacciato a Roma dall'ostilità dei vescovi franchi che gli ricordavano i suoi obblighi nei confronti del giuramento di fedeltà fatto all'imperatore e che dunque minacciavano di rifiutargli l'obbedienza.
Ma anche Lotario fece i suoi calcoli politici e valutò che un papa privo di prestigio avrebbe sminuito anche il suo, di prestigio. Incaricò pertanto Agobardo di Lione, Wala e Pascasio Radberto, tre religiosi particolarmente influenti anche in Francia, di difendere i diritti del papa. Lo indussero, inoltre, a scrivere ai vescovi franchi per ricordare loro come il potere papale doveva comunque essere considerato superiore a quello imperiale, in quanto il compito del papa di guida delle anime è più alto di quello imperiale che si occupa di cose terrene: una soluzione diplomatica che tendeva a tirar fuori Gregorio da una situazione imbarazzante per tutti. Questa sequenza di eventi portò a Colmar la denominazione di Campus Mendacii, ovvero "Campo della menzogna".
Ludovico venne abbandonato dai suoi sostenitori e costretto ad arrendersi senza condizioni. Venne deposto e umiliato, salvo poi essere reinsediato nell'834 benché scomunicato da vescovi fedeli a Lotario. Questa volta Gregorio non si dimostrò acquiescente, e criticò Lotario per il suo atteggiamento nei confronti del padre, oltretutto spiegandogli che una scomunica in quelle condizioni non aveva nessun valore. Lotario non gradì l'interferenza del pontefice, al quale ingiunse di non occuparsi di questioni politiche, e anzi si vendicò con ritorsioni sui territori dello Stato della Chiesa. In seguito, dopo la morte di Ludovico nell'840, Gregorio cercò, ancora una volta senza riuscirvi, di mediare nella lotta per il potere che scaturì tra i suoi tre figli.

### Governo della Chiesa
Gregorio IV ricevette Anscario, un missionario da lungo tempo in Danimarca, nominandolo legato per le missioni in Scandinavia e presso le popolazioni slave.
Nell'anno 835 decretò che la festa di Tutti i Santi (spostata dal 13 maggio al 1º novembre da Gregorio III) diventasse festa di precetto. L'imperatore Ludovico I estese la nuova festività a tutti i territori a lui soggetti.

### Amministrazione delpatrimonium Sancti Petri
Fondazione della nuova Ostia
Preoccupato dalle incursioni dei Saraceni che avevano ormai conquistato la Sicilia e minacciavano le coste tirreniche, Gregorio tentò di fortificare l'antica città di Ostia per contrastare la minaccia dal mare, non sapendo se Lotario o qualcun altro avrebbe inviato aiuti per difenderlo. La città era però in gravi condizioni di degrado, e Gregorio ritenne più semplice costruire, nelle immediate vicinanze, una nuova città di Ostia, fortificata e munita di macchine belliche. Il nome che volle assegnare alla nuova città, Gregoriopolis, non ebbe fortuna, e si tornò presto alla vecchia denominazione.
Papa Gregorio contribuì allo sviluppo architettonico di Roma ricostruendo la Basilica di San Marco, avvalendosi di maestranze bizantine. Restaurò inoltre l'antico acquedotto dell'"Aqua Traiana" e riedificò diversi centri rurali della campagna romana andati distrutti.

### Morte e sepoltura
Papa Gregorio IV morì il 25 gennaio 844, e fu sepolto in San Pietro.

## Successione apostolica
La successione apostolica è:
- Vescovo Giovanni IV (Jean Scriba) di Napoli (880)